# Verbena herteri
Verbena herteri — вид трав'янистих рослин родини Вербенові (Verbenaceae), поширений у пд. Бразилії й пн. Уругваї. Вид вирізняється своїм від майже безволосим до легким жорстко волосистим запушенням і листками з голими поверхнями.

## Опис
Розпростерта трава, стебла запушені, квіткові гілки прямостійні, до 20–30 см заввишки, від майже оголених до злегка вкритих короткими притиснутими волосками. Листки на ніжці 4–10 мм, листові пластини 8–20×7–15 мм, цілісні, яйцюваті, верхівки тупі, обидві поверхні оголені. 
Суцвіття — щільні багатоквіткові колоски, збільшені в плодоношенні. Квіткові приквітки 4–6 мм, яйцюваті з гострою верхівкою, майже оголені, поля волосисті. Чашечка довжиною 6 мм, жорстко волосиста над жилками, із залозистими волосками, гострі зубчики 0.5–1 мм. Віночок фіолетовий, бузковий або синій, 11 мм, зовні оголений.

## Поширення
Поширений у пд. Бразилії й пн. Уругваї.
Зростає у Бразилії в штаті Ріо-Гранді-ду-Сул на луках і вологих ґрунтах.